# Qatar Stars League 2019-2020
La Qatar Stars League 2019-2020 è stata la 47ª edizione del massimo livello del campionato qatariota di calcio. Il campionato è iniziato il 21 agosto 2019. Il 14 marzo il campionato è stato sospeso a seguito della pandemia di Coronavirus, a maggio 2020 è stato annunciato che le restanti partite verranno giocate dal 24 luglio al 26 agosto.

## Classifica finale
Aggiornata al 21 agosto 2020
|                  | Pos. | Squadra      | Pt | G  | V  | N  | P  | GF | GS | DR  |
| ---------------- | ---- | ------------ | -- | -- | -- | -- | -- | -- | -- | --- |
| Qatar (bandiera) | 1.   | Al-Duhail    | 52 | 22 | 16 | 4  | 2  | 38 | 16 | +22 |
|                  | 2.   | Al-Rayyan    | 51 | 22 | 15 | 6  | 1  | 40 | 15 | +25 |
|                  | 3.   | Al-Sadd      | 45 | 22 | 14 | 3  | 5  | 51 | 29 | +22 |
|                  | 4.   | Al-Gharafa   | 36 | 22 | 10 | 6  | 6  | 34 | 29 | +5  |
|                  | 5.   | Al-Sailiya   | 29 | 22 | 8  | 5  | 9  | 22 | 25 | -3  |
|                  | 6.   | Al-Wakrah    | 27 | 22 | 7  | 6  | 9  | 28 | 31 | -3  |
|                  | 7.   | Al-Arabi     | 26 | 22 | 6  | 8  | 8  | 28 | 28 | 0   |
|                  | 8.   | Qatar SC     | 20 | 22 | 4  | 8  | 10 | 18 | 26 | -8  |
|                  | 9.   | Al-Ahli Doha | 20 | 22 | 5  | 5  | 12 | 23 | 35 | -12 |
|                  | 10.  | Umm-Salal    | 18 | 22 | 3  | 9  | 10 | 18 | 37 | -19 |
|                  | 11.  | Al-Khor      | 17 | 22 | 3  | 8  | 11 | 23 | 33 | -10 |
|                  | 12.  | Al-Shahaniya | 16 | 22 | 2  | 10 | 10 | 22 | 41 | -19 |

Legenda:

      Campione del Qatar e ammessa alla AFC Champions League 2021

      Ammesse alle qualificazioni della AFC Champions League 2021

      Retrocessa in Qatar Second Division 2020-2021
Tre punti a vittoria, uno a pareggio, zero a sconfitta.
La classifica viene stilata secondo i seguenti criteri:
- Punti conquistati
- Playoff (per titolo, partecipazione alle coppe e retrocessione)
- Differenza reti generale
- Reti totali realizzate

## Spareggio promozione-retrocessione
|         | Risultati   |             | Luogo e data              |
| ------- | ----------- | ----------- | ------------------------- |
| Al-Khor | 2 - 0 (dts) | Al-Markhiya | Al Wakrah, 28 agosto 2020 |